# Liste des personnalités françaises ayant combattu lors de la guerre d'indépendance des États-Unis
Ceci est une liste non exhaustive, par ordre alphabétique de noms, de personnalités françaises ayant combattu lors de la guerre d'indépendance des États-Unis, de 1775 à 1783.

## Officiers de l'armée royale
- Haut – A
- B
- C
- D
- E
- F
- G
- H
- I
- J
- K
- L
- M
- N
- O
- P
- Q
- R
- S
- T
- U
- V
- W
- X
- Y
- Z

### A
- François Marie d'Aboville
- Jean-Baptiste Charles d'Abzac de Cazenac[2]
- Julien Alexandre Achard de Bonvouloir
- Jean Joseph d'Albenas
- Alexandre Louis Andrault de Langeron
- François Marie d'Angély
- Jacques Bernard d'Anselme
- Simon d'Artigues
- Jean-Baptiste Annibal Aubert du Bayet

### B
- Gilles Jean Marie Barazer de Kermorvan
- Arnaud Baville
- François Jean de Chastellux
- Jacques Bedout
- Louis-Alexandre Berthier
- Jules Jacques Éléonore vicomte de Béthisy[3]
- Pierre-Louis Binet de Marcognet
- Claude Blanchard
- Guillaume Boivin de La Martinière
- Nicolas Denis François Brisout de Barneville
- Victor de Broglie

### C
- Guillaume de Calbiac
- Martin Pierre de Calbiac
- Louis Antoine de Cambray-Digny
- Pierre Raymond Marie de Cazals
- Jean-Baptiste Céloron de Blainville
- Paul Louis Céloron de Blainville
- Jacques Gilbert Marie, comte de Chabannes de La Palice
- Jean Frédéric de Chabannes marquis de La Palice
- Charles Bertin Gaston Chapuis de Tourville
- Claude Gabriel de Choisy
- Jean Christophe Louis Frédéric Ignace baron de Closen-Haydenbourg
- Nicolas Robert de Cocherel [4]
- Georges-Henri-Victor Collot
- Thomas Conway
- Jean-Baptiste Elzéar de Coriolis
- Jean François Coste
- Jean-Marie de Cremoux [5]
- Maxime de Cromot du Bourg
- Adam Philippe, comte de Custine

### D
- Charles César de Damas
- Joseph-Xavier Delfau de Pontalba
- Jean-Nicolas Desandrouins
- Charles Georges Calixte Deslon de Momeril
- Charles Sochet des Touches
- Pierre Marie Félicité Dezoteux, baron de Cormatin
- Arthur Dillon
- Charles François, chevalier puis vicomte Dubuysson des Aix
- Antoine Charles du Houx de Vioménil
- Antoine Louis du Houx de Vioménil
- Charles Joseph Hyacinthe du Houx de Vioménil
- Mathieu Dumas
- Marie Joseph Paul Yves Roch Gilbert du Motier, marquis de La Fayette
- Louis-François-Bertrand du Pont d'Aubevoye de Lauberdière
- François Jacques de Durat
- Jean-François, chevalier puis comte de Durat de La Serre

### E
- Jean-Georges Edighoffen
- François Ignace Ervoil d'Oyré
- Dominique Louis Éthis de Corny

### F
- Hans Axel de Fersen
- Pierre François Clément de Feydeau de La Coussaye[6]
- Pierre Jean François de Feydeau de Saint-Christophe[7]
- François, vicomte de Fontanges
- Christian de Deux-Ponts
- Philippe Guillaume de Deux-Ponts

### G
- Jacques Gaudin de la Bérillais
- Paul Louis Gaultier de Kervéguen
- Jean-Bernard Gauthier de Murnan
- René Etienne Henry Gayault de Boisbertrand
- Louis Joseph de Genton de Villefranche
- Jean-Louis Ambroise de Genton, chevalier de Villefranche
- Alexandre Gonsse de Rougeville
- Armand Louis de Gontaut-Biron
- Jean Pierre Goullet de Latour
- Toussaint Marie de Guéhéneuc de Boishue

### H
- Frédéric Charles baron de Haacke
- Frédéric Charles Ernest chevalier de Haacke
- Joseph Haenn
- Jean Georges Hanck
- Charles Arnould Ignace Hanus de Jumecourt
- Jacques Hartman
- Louis François Hyacinthe de Hausen
- Louis d’Hautecloque de Monthurel
- Pierre François Hédouville de Minecourt
- François Xavier Christophe baron de Hell
- François Xavier Hémard
- François Olivier d’Hémery
- Jacques Ange Hertel de Cournoyer
- Jean Joseph François Herweghe
- Denis Jacques Hiteau du Cabol
- Anne Pierre de Hiton
- Jean-Jacques chevalier de Hiton
- Joseph Pierre Hochereau de Gassonville de la Mothe
- Christophe Frédéric de Hoen de Dillenbourg
- Jean Charles de Hoen de Dillenbourg
- Philippe Frédéric de Hoen de Dillenbourg
- Louis Casimir, baron de Holtzendorff
- Guillaume François d’Hostalier de Servas
- François Marc Joseph d’Houdetot de Colomby
- Gabriel Houdin de Saint-Michel
- Jean Houradou (ou Auradou)
- Armand Hervé Victor Hue de Sully
- Claude Étienne Hugau
- Jean Victor Hugonin de Launaguet
- Claude Jacques François de Humbert
- Thadée Humphrey, comte O'Dunne

### I
- François Charles d’Ichtersheim
- François Reinhard Annibal d’Ichtersheim
- Denis d’Imbert du Barry
- François chevalier d’Imbert
- Pierre Imbert d’Imbert
- François d’Irland de Lavau de Beaumont
- Henry d’Islé de la Lande
- Alexis Claude d’Ivory de Corbon

### J
- Charles Philippe de James de Longeville
- Jean Joachim de James de Longueville
- Célestin de Janvre de l'Estortière
- Jean Jarlan de Sireuil
- Jean-Baptiste Sidonie Jaubert de Saint-Pons
- Jean-Baptiste Antoine Jayet de Baudot
- Charles Édouard Saül Jennings de Kilmaine
- Léopold Guillaume Ferdinand Joham de Mundolsheim
- Auguste Nicolas Joly
- Jonas (?)
- Louis Jordain dit Dufarget
- François Justin Josserand du Fort
- Jean Aymard Vincent Josserand du Fort
- Jean Barnabé Jougla de Montagut
- François Gabriel chevalier de Jousselin
- Louis Gabriel François de Jousselin
- Antoine Alexis Jousserand
- Guillaume Judde de l'Aubanie
- Jean-Baptiste Louis Jujardy de Granville
- Jean-Paul de Julien de Montaulieu d'Arpavon
- Jean-Pierre de Justamond

### K
- Henry Jules Alexandre baron de Kalb
- Johann de Kalb
- Luc Kelly
- Casimir Pierre de Kermanrec de Traurout
- Louis Jean Eusèbe chevalier de Kermanrec de Traurout
- Pierre César Edmond, chevalier de Kirvan
- Bernard Antoine Klock

### L
- André de La Barre
- Jean Joseph « comte de » La Baume
- Paul La Beaume d'Angely baron de Malves
- Hyacinthe Marie François La Borde de Fontaine, chevalier de Pécomme
- Jean François La Borde de Pécomme
- Nicolas Albert La Brière
- Jacques Joseph Augustin Marie de La Brue
- Jacques Antoine Marie de La Burthe de Pachas
- Charles-Nicolas La Caille
- Michel de La Chassaigne
- Claude François Bernardin La Chesnaye
- Jean-François de La Chevardière de La Grandville
- Pierre Antoine de La Chèze
- Antoine Madeleine de La Corbière
- René Anne Gilbert François de La Corbière
- Jean-Pierre La Coste
- Claude Eugène de La Coussaye
- Charles de La Croix de Castries
- Jean de La Croix
- Jean Charles de La Croix
- Jean Barthélémy de La Fabrègue de Montalègre
- Bernard La Fage
- Pierre Marie de La Faige
- Armand Lafargue
- (La Fayette : voir à Gilbert Du Mottier)
- Antoine Jean de Rambos ? de ou Antoine Marie Armand Lafitte de Montagut
- François de La Folie
- Jean Laffon du Cluzeau
- Denis François Calliste de La Forgue de Bellegarde
- Jean Henry de Lafutzun de Lacarre
- François de La Garde de Maure
- Félix La Geignerie du Plessis
- Louis Henri La Haye d'Anglemont ou Delahaye
- Jacques de La Hays des Coutures
- Pierre Noël Laignel Desmolières
- François Marie de La Landelle
- Jean-François de Lalbenque
- Claude de Laleu
- Pierre Louis, chevalier de La Loge
- Jean Nicolas de La Marle
- Philibert ou Philippe Lamarre
- Jacques Lambert
- Toussaint de Lambert
- Charles Pierre de Lamer
- Alexandre Théodore Victor de Lameth
- Charles Malo de Lameth
- Claude Antoine de La Morre de Ville-aux-Bois
- Jean Antoine Henri de La Motte d'Annebault
- Claude Marie, chevalier de Lampinet de Sainte-Marie
- Jean Joseph de Lamy de Boisconteau
- Joseph de Lamy de Boisconteau
- André Jérôme de La Myre, vicomte de Mory
- François Claude de Lanet
- Maurice Honoré Polyeucte Lange de Saint-Suffren
- Denis Jean Florimond de Langlois, marquis de Bouchet
- Jean-Jacques de Langon
- Famille de Lantivy
- Jean-Louis La Pessade
- Lapice de Beauplan
- Louis La Pierre
- Amateur François Alexis de La Planche de Kersula
- Pierre Jean-Baptiste de La Porte
- Pierre Laprun
- Germain Marie de La Rivière de Montreuil
- Pierre Paul Louis de La Roche-Fontenilles
- Marc Charles Louis La Roche-Hercule
- Gabriel François de La Rochenegly de Chamblas
- René Chevalier de La Roche Vernay
- Charles François de La Rouvière
- Charles Jean Baptiste Lascaris de Jauna
- Mathieu de La Sudrie de Campanes
- Pierre Antoine Latizeau de Saint-Aubin
- Louis Marie de Lauman
- Jean-Baptiste Joseph comte de Laumoy
- Jean-Baptiste Clément Launay
- Pierre Laval
- Claude Marie Madeleine, chevalier de Lavergne de Tressan
- Joseph de La Violette de Saint-Aubin
- Marie Robert de Leaumont de Jousselin de Castille
- Nicolas Marie de Leaumont de Gazan (ou Gajean)
- Marie Louis Le Baillif de Mesnager
- Louis Le Begue de Presle du Portail
- Jacques Robert Le Blanc
- Jean-François Le Bret
- Jean Bonaventure Le Carlier d'Herly
- Le Cat
- Charles Joseph Le Cercler
- Jean Marie Jacques de Lécluse de Longraye de Vieux-Châtel
- Jean Gaspard Le Cocq de Bois Baudran
- Nicolas Le Cointe de La Grave
- François Louis Lecomte-Thomassin
- Pierre Le Comte de Ramfort
- Léonard Le Febvre de la Faluère
- Bernard Lefebvre de Vulmon aîné
- Charles Alexandre Le Filleul de Montreuil, comte de la Chapelle
- Henry Joseph chevalier Le Forestier
- Augustin François de Legge
- Louis Jean Baptiste Legier
- Jacques Louis Le Grand
- Jean-Baptiste Le Grand
- Louis François Alexandre Édouard Le Gras, chevalier de Vaubergy
- Vincent Le Groing de la Roùmagère
- René Louis Pierre Le Harivel du Rocher
- Michel Le Houx
- Louis Le Lardic de La Ganry
- Étienne François Le Maire de Beaumarchais
- Jacques Le Maire de Gimel
- Pierre Le Mayeur de Bussy de Blaive
- Henry, chevalier Le Metaer
- Jean Marie Guillaume Auguste Le Matayer (Meteier) de Kerdaniel
- Guillaume Pierre Étienne Lemière
- René Nicolas Le Monier
- Stanislas Le Muet de Belombre de Jussy
- Philippe Alexandre Le Neuf de Boisneuf
- Laurent François Le Noir « marquis » de Rouvray
- Charles Joseph de Leonardy
- Alexandre Antoine Le Père de Champigny
- Ferdinand René Le Poupet de Verderonne de la Boularderie
- Jacques Anne Joseph Le Prestre de Vauban
- Antoine Leriget de Château-Gaillard
- Louis Jacques Anne Désiré Le Roux de Kerninon
- Marie Pierre Hubert Ange Joseph Le Roux de Kerninon
- Jean Pierre Joseph Le Sage
- Servant Paul Le Saige de Villesbrune
- René Adrien Le Seigneur du Chevalier
- Zacharie Jacques Le Sieur des Brières
- Maximilien Joseph Le Soing
- Jean Joseph Lespes
- Jean François Louis de Lesquevin de Clermont-Crèvecœur
- Marc Antoine Le Vaillant du Chastelet
- Jean François Leval
- Hyacinthe Le Vasseur
- Jean François Le Veneur de La Villeuray
- Alexandre Levert, chevalier de Genville
- Jacques Joseph L'Halle
- Jacques Denis L'Homme-Dieu du Tranchant de Lignerolles
- François Liégard
- François Charles Liénard de Beaujeu
- Lillienhorn
- Jacques de Liniers
- Joseph Jean Baptiste de Liniers
- Joseph Jean Louis de Liniers
- Jean Melchior Lions
- Jean Baptiste Toussaint Loisel (Loaisel) de la Villedeneu
- Joseph L'Olivier de Bonne
- Jean Joseph Lombard de Roquefort
- François Alexandre Antoine, vicomte de Loménie
- Joseph ou Jean Londios
- Charles Julien Longchamp de la Blutière
- Claude Bernard Jean Madeleine Germain Loppin, marquis de Montmort
- Charles Joseph Nicolas de Losse de Bayac
- Joseph Louis Régis Loubat de la Nogarede
- Anne Philippe Dieudonné de Loyauté
- Joseph Tancrède Téléphore, chevalier de Loynes de la Marzel de la Jollonière
- Ferdinand baron de Luckner
- Jean Joseph de Lustrac
- Guillaume Frédéric Bernard Lutzow
- Isidore de Lynch

### M
- Eugène Mac Carthy
- Augustin Guillaume, chevalier de Mac Carthy de Macteigne
- Thomas MacDermott Junior
- Charles Édouard Frédéric Henry, comte de Mac Donald
- Jacques MacLosky
- Charles Laure de Mac-Mahon
- Maës de Villepré
- Louis Antoine de Magallon de La Morlière du Tillet
- Magnot (ou Maignault)
- Thomas Mahon
- Louis Jean-Baptiste Sylvestre Maiffredy de Robernier
- Gabriel Marie Joseph Maine de Sainte-Luce
- Jean-Baptiste Guillaume Bernardin Maine de Sainte-Luce
- Malherbe
- Paul Jean-Baptiste Malherbe d'Aubyous
- Emmanuel François Malval
- François Manoel de La Gravière de Vegobre
- Norbert Joseph Maquoy
- Joseph de Marans
- Henri François Marie de ou du Marchais (ou Marchay)
- Charles François Sébastien de Marguerit
- Antoine Dominique de Marin
- François Marin des Bouillières de Grillières
- Jean Marin
- Jean-Baptiste de Marin
- Joseph Marin
- Pierre Marion d'Arlus
- François Guillaume Marquette de Marcy
- François Louis Denis Martel
- François Augustin Martin Dubois-Martin de Murville
- Guy Jean-Baptiste Dubois-Martin
- Alexandre Louis Martin d'Escriennes
- Jacques Joseph martin
- Léonard de Martin de Nantiat
- Victoire Henry Juste Pierre Louis de Martines
- Charles Martraire
- Victor Alexandre Gabriel de Massieu
- Louis Marc Antoine de Masson d'Altecan
- Jean Gilles Mastal
- Joseph Casimir François Mathey
- Jean Baptiste Célestin Mathon
- Louis Philibert Mathon de La Brotte
- Jacques Jean-Baptiste de Matty
- Thomas Antoine de Mauduit du Plessis
- Léon de Maulmont (ou Maumont)
- Christophe Philippe Bernard de Mauraige
- Charles Louis, vicomte de Mauroy
- Antoine Alexandre de Mauvise de Villars
- Pierre Dominique Marie de Mazellier
- Jean de Méalet
- Albert Rémy de Meaux
- Louis Armand François de Menou
- Pierre Armand de Menou
- Emmanuel Joseph de Merendol de la Valette
- Esprit Jean Étienne de Merendol de la Valette
- Jean de Mestre (ou Demestre)
- Jean-François Meulle
- Jean Quirin Mieszkosky
- Ange Paul Polycarpe Isambart de Milleville
- Nicolas de Milly
- Sextius Alexandre François de Miollis
- Jean Pierre Guillaume Mittmann
- Jean Molard
- Louis Goery Mollet de Bregeot
- Barthélémy Moncarrely
- Louis Auguste de Mondion d'Artigny
- François Joseph Pierre de Mondion de Sassey
- Philippe François de Monet de Lamarck
- Paul Alexandre Louis Xavier ou Jean Baptiste Alexandre de Monginot de Noncourt
- Sébastien de Monlong
- Marie Laurent Félix de Monnier de Savignat
- Casimir chevalier de Montalembert de Cers
- Joseph de Monteil
- Comte de Montfort
- Pierre Bernard de Montigny de Vaux
- Louis de Montluisant
- Gilles Charles Félix Angélique de Montmonier
- Anne Alexandre Marie Sulpice Joseph de Laval-Montmorency
- Mathieu de Montmorency-Laval
- Charles Albert de Moré de Pontgibaud
- Louis Saint-Ange Morel de la Colombe
- Louis François Philippe de Mosny
- Augustin de la Balme
- Joseph Marie Anne de Moyra
- Charles Adam de Mülenfels
- Thomas Mullens

### N
- André Nabonne
- Antoine Xavier de Nadal
- Jacques de Nagle
- Jean Antoine Nairne de Stanlay
- Jean Michel Scipion Navères de Caixon
- Charles François Gabriel de Négrier de la Guerinière
- Bernard de Neurisse
- Jean Toussaint Joseph Louis de Neyon
- François Nicolas
- Nicolas Niverd
- Charles Thomas de Noaillan chevalier puis vicomte de Lamezan
- Louis Marc Antoine de Noailles
- François Auguste de Nollent
- Joseph Jacques comte de Noyelle
- Jean-Baptiste Nompère de Champagny

### O
- Michel O'Berin
- Jean O'Brien
- Antoine François Térence O'Connor
- Denis O'Doyer
- Jean O'Falwey
- Claude O'Farrel
- Denis Emmanuel O'Farrel
- Jacques Joseph O'Farrel
- Louis O'Hicky d'Arundel
- Patrick O'Keeffe
- Jean Baptiste Olivier
- Alexandre Paul, chevalier d’Ollone
- Pierre François Gabriel, comte d’Ollone
- Charles O'Moran
- Jacques O'Moran
- Richard Bernard O'Neill
- Jacques Pierre Orillard, comte de Villemanzy
- Richard O'Riordan
- François Joseph d’ Orset, ou Dorcet
- Marie Joseph Eustache vicomte d’Osmond
- Henry Owens
- Jacques Jules Ozon de Rousson

### P
- Jean-Baptiste Marie Hilaire Pages de Fallière
- Jacques de Paignon
- Jean Antoine Paliol
- Henry Dominique Marius de Palys de Montrepos
- Charles Pierre Pandin de Romefort
- Jacques Marcel de Parfouru de Jouveaux
- Louis Antoine Parisis
- François Nicolas Parison
- Jacques Joseph Parmentier
- Pierre Passerat de La Chapelle
- Philippe Joseph Patel
- Pierre Paul dit Paullet
- Pierre Pauzaire
- Simon Jean Payet
- Charles Joseph Alexandre Pelet de Nortsart
- Pelletier
- Alexandre Charles Pelletier de Carries
- Anne Jean-Jacques Élisabeth Penet de Monterno du Chatelard des Brets
- Louis Pierre Penot Lombard de la Neuville
- René Hippolyte Penot Lombard de Noirmont
- François de Perrin Brassac[8]
- Alexandre Marie Petit, baron de Lavigney
- Louis Petitot
- Martin Pichon
- Pichon
- Jean Ignace Pierre
- Jacques François Alphonse Pilotte de la Barollière
- Joseph François Pniel de La Ville Robert
- Joseph Louis Gabriel de Piolenc
- Joseph Marie Florian Plancher de Courreneuve
- Patrice Plunkett
- Augustin François Pocquet de Livonnière
- Mathieu Louis Claude Pocquet de Puylery de Saint-Sauveur
- Joseph Léonard Poirey
- Amand Poitou de Boisvignaud
- Jean Ladislas Pollerescky
- Charles Honoré Camille Léonard Pomairols, chevalier de Grammont
- Pomey de Champaret
- Louis François de Pommereul de Martigny
- Antoine de Ponsonnailles de Grisolles de Chassan
- François - alias Jacques - Louis de Pontevès d'Amirat
- Marie Jean Balthazar de Pontevès d'Eyroux
- Pierre Christophe Portal de Moux
- Joseph Paul de Pothonier de Saint-Paul
- Henry François Léonard vicomte de Poudenx
- Pierre Power
- Jean Jacques Élisabeth Pradelles de la Tour Saint-Jean
- Philippe Hubert de Preudhomme de Borre
- Louis Aimable de Prez de Crassier
- Alexandre Annet de Provenchères
- Joseph Henri Jean-Baptiste de Proyet
- Charles Emmanuel Jean Denis de Pujol

### Q
- Louis Pierre de Quentin de Richebourg de Champcenetz
- Guillaume Querenet de la Combe
- Henry Louis de Querhoent
- Alexandre Marie Quesnay de Beaurepaire
- Gabriel de Queyssat
- Jean de Queyssat
- Augustin Pierre Quirit, chevalier de Coulaine
- François René Quirit de Coulaine

### R
- François Joseph Rabier de la Beuame
- Nicolas Raffet
- Henri Charles Raffin du Crouzet
- Jean-Baptiste Léopold, baron de Rathsamhausen
- Jean Marie Étienne ou Gabriel Honoré Raynaud de Martinet
- Charles Alexandre Augustin Raynaud de Pesseplane
- Frédéric Reinhard Rechteren de Limbourg
- Jacques Alexandre de Recusson
- Esprit Jean Pierre, chevalier de Relhan
- Jean Renateau
- Jean Charles, chevalier puis marquis de Renty
- Jean Georges Reste de Lantivy
- Antoine de Retz de Servies
- Auguste Guillaume Honoré de Retz de Chanclos
- Pierre Barthélémy Revoux de Ronchamp
- Jacques François Marie Rey
- Charles Dominique Agricol de Rey de Baron
- Pierre Reynaud
- Pierre Rezard de Wouves
- Charles Roger de Ribeaupière
- Gabriel Marie de Riccé
- Pierre Richard
- Jacques François Richard du Pin
- Louis Charles Jean Adrien de Richoufftz
- Augustin Jean Jacques de Ridoüet de Sancé
- Pierre Paul Riffard
- Marie Athanase Riffault Duplessis
- Jean Louis de Rigaud, vicomte de Vaudreuil
- André Boniface de Riquetti, chevalier puis vicomte de Mirabeau
- Jean Jacob Antoine de Roberdeau
- Claude François Roch
- (Rochambeau : voir Donatien de Vimeur)
- Édouard Roche
- Philippe Henry, chevalier de Roche de Villeneuve puis de Puyroger
- Mathieu de Rochefermoy
- Mathieu Alexis de -ou de La Rochefermoy
- Jean Martial de Rodorel de Seilhac
- Martial de Rodorel de Seilhac, seigneur de Chanac
- Pierre Gervais, chevalier de Roergas de Servies
- Louis Roger
- François Louis Rolandeau
- Sébastien Rolland
- Claude Noël François Romand de l'Isle
- François Adrien Romanet
- Claude Amable Vincent Roqueplan de l'Estrade
- André Arsène de Rosset de Fleury
- Jules Antoine Rossi
- Pierre Paul Rossignol de la Chicotte Grammont
- Just Antoine Henri Marie Germain marquis de Rostaing
- François Balthazar Charles Roth
- Antoine Rougé
- Claude Charles Jules Rougeot d'Étigny
- Jean Claude de Rouilhan d'Amont, baron de Montaut
- André Augustin Roumilhac
- Raymond de Roussille
- Charles chevalier de Rouverié de Cabrières
- Claude, baron de Rouvroy, baron de Saint-Simon
- Claude-Anne de Rouvroy de Saint-Simon
- Claude Henri de Rouvroy de Saint-Simon
- Augustin Rouxelin Denos
- Charles de Rozières
- Charles Guillaume Rühl de Lilienstern
- Jean Népomucène Bonaventure Louis Joseph Maximilien Antoine Rupplin
- Jacques de Russy

### S
- Louis Bernard Saget
- Joachim Auguste Marie Saguin Luigné
- Georges Alexandre Saint-Exupéry
- Charles, chevalier de Saint-Germain
- Joseph Nicolas Saint-Pierre Dutailli
- Claude Marie de Saint-Quentin
- Sainte-Marie de Bord
- Marc Antoine Santis d'Espenan
- Jacques André, chevalier de Sarçai (alias Sarsay, Sarcé, Sarcey)
- Pierre André de Sarreau
- César Nicolas Saulnier des Essards
- Nicolas Joseph Saulnier de la Chaumardie
- Jean Gaspard ou Jean-Baptiste Louis Sauvage de Servilanges
- Bonaventure Grégoire Jacques de Sceaux
- Henry Schanck
- François André Balthazar, chevalier de Schauenbourg
- Jean-François ou François baron de Schauenbourg
- Jean Frédéric Schleyder
- Frédéric baron de Schwengsfeld
- Guillaume Henri Flore comte de Schwerin
- Jacques Scott de Coulanges
- Charles Louis de Secondat, baron de Montesquieu
- Marie Blaise Jacques, chevalier de Segond de Sederon
- Philippe Seguier de Terson
- Étienne René Seguins de Piegeon
- Louis-Philippe de Ségur
- Henry Philippe Jean-Baptiste de Ségur de Montazeau
- Jos-Paulin Seignan de Serre
- Louis Seigneret
- Jean-Baptiste Seissan de Marignan
- Louis Joseph Paulin Sentuary
- Paul André Marie Sers d'Aulix
- Charles François Sévelinges, marquis de Brétigny
- Archange Joseph Sevestre de Précourt de Montenay
- Dominique Sheldon
- François de Sheldon de Dickford
- Jacques François Sibaud
- Charles Joseph, vicomte de Sibert de Cornillon
- Benoît Sicard
- Jean François de Sillègue
- Gabriel François de Silly
- Hyacinthe Joseph de Silly
- Louis Silvestre de Valfort
- François Simard de Belle-Isle
- Charles Louis Simon, chevalier de Francval
- Étienne Jean dit François Bernard Sinéty
- Henry Sirjacques
- Charles Joseph Antoine Soalhat (ou Soualhat) de Fontalard, baron de Turpin
- Jean Baptiste Tiburce Solier
- Pierre Sonnette
- Wilhelm Ludwig von Sonntag (de)
- Alexandre Claude Louis Mellon Soret de Boisbrunet
- Gaspard Adam Félix Léopold Népomucène Célestin, comte de Spaüer
- Édouard Stack de Crotto
- François Joseph Éloy Stack
- Jean-François Antoine Stack ou Stock
- Joseph, chevalier de Stack
- Curt Bogislaus Ludvig Kristoffer von Stedingk
- Patrice Strange
- Laurent Benjamin de Suffren
- Chrétien Louis Philippe Sundhall
- Paul Swigny

### T
- Georges Taafe
- Benjamin Benoît Joseph de Taffin
- Jacques Boson, comte Talleyrand-Périgord
- François Taranget
- Jean Baptiste Guérillot Albert Tadivy de Trorenc
- Jean Philippe Tardy de La Brossy, puis de Montravel
- Benoît-Joseph de Tarlé
- Jean Josse de Tarlé
- Anne Claude chevalier de Tarragon
- Jean Rémy de Tarragon
- Louis François Philibert, chevalier de Tascher
- Charles Antoine Taschereau de Linières
- François-Louis Teissèdre de Fleury
- Germain Félix Tenet de Lauvadère
- Jean-Baptiste de Ternant
- Jean Marie Terrade
- Jacques Marie Terrasse de Tessonnet
- François Teste d'Armand
- Jean Thevet de Lesser
- Jean, chevalier de Thiballier
- François Louis Thibault de Menonville
- Louis Antoine Thibault de Menonville
- Pèlerin Pierre Thibault de Menonville
- François Noël Thion
- André Tholon
- Marie Louis Thomas, marquis de Pange
- Jean Baptiste Thonneau
- Jean-François de Thuillière
- Claude Gabriel de Thumery de Boissise
- François Joseph de Tinguy
- Chevalier de Tiremois
- Mathieu Tisseul d'Anvaux
- Anne-Louis Tousard
- Laurent Toussaint
- Joseph Marie Traynier de Fontperouse
- Louis Annet Trémolet de la Cheysserie
- Antoine de Trénonay
- Jean Jacques de Trentinian
- Elie Joseph de Trigant de Beaumont
- Pierre François de Trogoff
- Charles Tronson du Coudray
- Sébastien Henry Joseph, baron de Truchsess
- Pierre Louis baron de Tschudy
- Tuffet
- Pierre Charles Tuffet de Saint-Martin
- Armand Tuffin de La Rouërie
- Claude Pascal de Tugnot
- François Victor Denis Turmeau de la Morandière

### U
- Louis Guy Claude d’ Ustou de Morlon
- Georges Adolphe Gustave Uzdowsky

### V
- Antoine Vacar
- Pierre Charles François de Vachon
- Christophe de Valles
- Adrien Michel Vallon (alias Wallon) de Villeneuve
- Benoît François Van Pradelles
- Charles Alexandre Varin de la Chaussée
- François Vuadrimé
- Jean-Baptiste Antoine de Verger
- Pierre François Verger des Barreaux
- Jean-Baptiste Louis Vergues de Comeiras
- Jean Arthur Marie de Vermonet
- Jean Étienne Verneuil
- Louis François Honoré de Verneuil
- Jean François ou François Joseph Vernier
- Jean André de Veron de La Borie
- Nicolas Charles Verpy de Saulny
- Jean Philippe de Verteuil
- Jacques Philippe de Verton
- Joseph François Vezien des Ombrages
- Michel Dominique de Vezien
- Joseph François Victor de Vidal
- Jean Marie de Vidart de Soys
- Louis Pierre, marquis de Vienne
- Jean-Baptiste Bernard Viénot de Vaublanc
- Albert Samuel Villarding
- Alliaume François Anne Nicolas de Villelongue de Saint-Morel
- Augustin Clément de Villeneuve
- Jean-Baptiste Charles de Villeneuve de Flayosc
- Jean-Baptiste Léonce de Villeneuve de Flayosc
- Donatien-Marie-Joseph de Rochambeau
- Jean-Baptiste-Donatien de Vimeur de Rochambeau
- Jean Joseph Roger de Voisins de Vernay
- Claude Narcisse de Vouges de Chateclair
- Jacques Henri Vyau Auriol de Baudreuil

### W
- Marie Michel Charles Wall
- Nicolas Hyacinthe Warmé de Janville
- Philippe François Roch de Wasservas
- Michel Welsh
- André Windling
- Jean Christophe, baron de Wisch
- Jean Joseph Philippe Witasse de Vermandovillers
- alias Vodké, baron de Wodké (alias Vodké)

### Z
- Jean Frédéric Daniel Eloi Zoller

## Combattants non-officiers
- Haut – A
- B
- C
- D
- E
- F
- G
- H
- I
- J
- K
- L
- M
- N
- O
- P
- Q
- R
- S
- T
- U
- V
- W
- X
- Y
- Z

### A
- Jean-François Angot-Darsonval
- Louis-François Antoine
- D’Armand
- Claude Armynot du Chatelet
- Antoine Jean-Baptiste Aubugeois de La Borde
- Jean Auger

### B
- De Ballet
- Antoine Barbeu-Adam
- Jean-Baptiste Henri Barré de Saint-Leu
- Pierre Baudoin de Belair
- Jean-Louis Bazalgette
- Denis Beauchez
- Antoine Bertin
- Boitard
- Brisoult de Rompi
- Louis de Busserolles

### C
- Pierre Jacques Cavaillé
- Alfonse Emmanuel Champromain, marquis de Luzigny
- François Chardon de Watronville
- Claude Chartres
- Jacques Chavois
- Jean Constant
- Corvaisier

### D
- Jean Raymond Daney de Marcillac
- Antoine Guillaume Delmas
- Antoine Digonet
- Philemon Doucet
- François Duclos
- Jean Louis Dumesnil de Saint-Pierre
- Étienne Dussault ou Dussaut
- François Raymond Duval

### E
- Joseph Germain d’Esneval

### F
- Charles Julien Fanneau de Lahorie
- Michel Folliot de La Mothe du Pin

### G
- Joseph Gallois
- Galvan
- Louis Gourlet Duplessis
- Jacques Gramon
- Jean-Louis Guilhemin[9]

### J
- Henry Jasne de la Clause
- Alexandre Jaussaud
- Jean-Baptiste Jourdan

### L
- La Bastide (ou Bastide)
- Joseph de La Baume
- Charles Emmanuel La Pleigne
- Laporte
- Louis La Reynie de Sarlat
- Antoine Maximilien César Le Franc
- Le Grand de Bellevue
- Pierre Charles L'Enfant
- Nicolas Georges Le Roy dit Lefranc
- Joseph de Lespine
- Jean ou Jean-Baptiste Lomagne de Terride
- Pierre Lugan

### M
- Claude François Jean Mahon
- Pierre Martineau
- Jean-Baptiste Maschery
- Jean-Baptiste Mathieu
- Claude Mathieu Mathiot
- Louis Antoine Mesnidieu de Barcin
- Claude Valentin Millin de La Brosse
- Jean Moulin

### O
- Charles O'Doyer
- Nicolas Joseph Godefroy Olivier de Vézin

### P
- Pierre Pallu du Parc
- Jean-Charles Pichegru
- Jean Laurent Pincevoir de Germillac
- Emmanuel de Pliarne
- Jean Antoine Justin Prat, dit aussi de Montfort-Malaret

### R
- Richelot
- Louis Nicolas Robert
- Louis Hippolyte de Roques
- Bonabes V Jean Catherine Alexis de Rougé
- Roulhac

### S
- Jean-François Saint, d'Auray
- Johann Heinrich Semler
- André Seu Sanger (alias Susanger)
- Pierre Sureau de Vivier

### T
- Bernard Tabourier

### V
- Jean-François Vacher

## Officiers de marine
- Haut – A
- B
- C
- D
- E
- F
- G
- H
- I
- J
- K
- L
- M
- N
- O
- P
- Q
- R
- S
- T
- U
- V
- W
- X
- Y
- Z

### A
- François Hector d'Albert de Rions
- Jacques Pierre Prothade d'Astorg
- Aristide Aubert du Petit-Thouars

### B
- Nicolas Baudin
- François Marie Picoté de Belestre
- Charles de Bernard de Marigny
- Armand Blanquet du Chayla
- Joseph Blin
- Jacques Pierre Blondela
- François Michel Blondela
- Jean-Charles de Borda
- Luc Urbain du Bouëxic de Guichen
- Louis Antoine de Bougainville
- François Claude de Bouillé
- François Paul de Brueys d'Aigalliers
- Étienne Eustache Bruix
- Édouard Thomas Burgues de Missiessy
- Antoine de Beaumont du Repaire

### C
- François-Athanase Charette de la Contrie
- Charles Pierre Claret de Fleurieu
- Edouard Charles Victurnien Colbert
- Charles Régis de Coriolis d'Espinouse
- Julien Marie Cosmao-Kerjulien
- Joseph Caffarelli

### D
- Charles Alexandre Léon Durand de Linois

### E
- Charles Henri d'Estaing

### F
- Paul Fleuriot de Langle

### G
- Louis Guillouet d'Orvilliers
- François Joseph Paul de Grasse

### K
- Thibaut-René de Kergariou-Locmaria
- Guy Pierre Kersaint

### L
- Louis de la Couldre de la Bretonnière
- Théodore de Lameth
- Jean-François de La Pérouse
- Louis-René-Madeleine de Latouche-Tréville
- Jean Guillaume Law de Lauriston
- Jean-Marthe-Adrien Lhermitte
- Armand Le Gardeur de Tilly
- Jean Jacques Étienne Lucas
- Toussaint de Lambert

### M
- François-Aymar de Monteil
- Anne Georges Augustin de Monti

### P
- Guillaume Marie du Pac de Bellegarde
- Toussaint-Guillaume Picquet de la Motte
- Jean-Baptiste Prevost de Sansac de Traversay

### S
- Pierre André de Suffren
- Pierre César Charles de Sercey

### T
- Claude-Augustin Tercier
- Charles de Ternay
- Antoine de Thomassin de Peynier
- Laurent Truguet

### V
- Louis-Philippe de Vaudreuil
- Jean Gaspard de Vence
- Artus Charles Marie du Vivier de Faÿ-Solignac

## Soutiens en France
- Haut – A
- B
- C
- D
- E
- F
- G
- H
- I
- J
- K
- L
- M
- N
- O
- P
- Q
- R
- S
- T
- U
- V
- W
- X
- Y
- Z

### B
- Jacques Barbeu du Bourg
- Pierre-Augustin Caron de Beaumarchais

### L
- Jacques-Donatien Le Ray

## Sources
- Francis Warrington Dawson (1878-1962), Les 2112 Français morts aux États-Unis de 1777 à 1783 en combattant pour l'indépendance américaine, t. 28, Journal de la Société des Américanistes, coll. « Persée », 1936, 154 p. (lire en ligne).

- Gilbert Bodinier, Dictionnaire des officiers de l'armée royale qui ont combattu aux États-Unis pendant la guerre d'indépendance 1776-1783, Chailland, 3e éd., s.d. (2001) (lire en ligne) ; réédité en 2005 et 2010.

- Baron Ludovic de Contenson (1861-1936), La Société des Cincinnati de France et la guerre d'Amérique 1778-1783 : Ouvrage orné de 193 portraits et 17 planches publié sous les auspices de la Société des Cincinnati de France, Editions Auguste Picard, 311 p. (lire en ligne).

- Les combattants français de la guerre américaine 1778-1783 : Liste établie d'après les documents authentiques déposés aux Archives Nationales et aux Archives du Ministère de la Guerre, Paris, Ancienne Maison Quantin, 1903, 327 p. (lire en ligne).

- Bulletin de la Société Historique et Archéologique du Périgord, Combattants périgourdins de la guerre américaine, t. 34, 1907, 327 p. (lire en ligne).